# Espuri Nauci Rútil (tribú consular 424 aC)
Espuri Nauci Rútil (llatí: Spurius Nautius Rutilus) va ser un magistrat romà que va viure al segle v aC.
L'any 424 aC, va ser tribú amb potestat consular, juntament amb tres col·legues més, Luci Sergi Fidenes, Api Claudi Cras Sabí i Sext Juli Jul. Sota el seu mandat, no hi va haver cap guerra o conflicte. D'acord amb els desitjos expressats pel dictador durant la guerra anterior, els tribuns militars celebraven la magnificència dels jocs, que atreien molts espectadors dels països veïns.
Per incitació dels tribuns de la plebs alguns plebeus van començar a fer campanya per a presentar-se a les eleccions de l'any següent. El Senat i els tribuns militars en el càrrec, es van reunir en secret en l'absència dels tribuns de la plebs, i van decidir que per l'any següent serien elegits cònsols, i no els tribuns amb potestat consular, excloent així qualsevol candidatura plebea.